# Скереда бородавчаста
{{#ifeq:0|0|{{#if:Crepis zacintha|{{#if:|[[]}}|[[]]}}}}
Скереда бородавчаста, зацинта бородавчаста (Crepis zacintha) — вид рослин із родини айстрових (Asteraceae).

## Біоморфологічна характеристика
Однорічна рослина 5–30(50) см заввишки. Стебла прямовисні, прості чи розгалужені. Листки майже всі прикореневі волохато-війкові або майже голі, обернено-яйцевидно-довгасті майже цілі, звивисті, звужені біля основи, верхні невеликі. Головки квіток невеликі, сидячі чи на коротких ніжках, нечисленні. Квітки жовті. Ципсела жовтувата, чубчик білий. 2n = 6.

## Середовище проживання
Зростає у південній частині Європи та середземноморській Азії — Франція (у т. ч. Корсика), Іспанія, Швейцарія, Італія (у т. ч. Сардинія), Словенія, Хорватія, Боснія та Герцеговина, Чорногорія, Македонія, Албанія, Болгарія, Греція (у т. ч. Кікладес, Крит, Східні Егейські острови (у т. ч. Родос)), Україна (Крим), Туреччина (Європа та Анатолія), Кіпр, Ізраїль, Ліван, Сирія; регіонально вимер у Алжирі; інтродукований до Техасу.
В Україні вид росте по сухих кам'янистих і щебеневих схилах — на ПБК від ок. Севастополі (Херсонеса) до Алушти, рідко.